# Chungcheong Meridionale
La provincia del Chungcheong Meridionale (Chungcheongnam-do; 충청남도; 忠淸南道) è una delle suddivisioni amministrative della Corea del Sud.
Venne creata nel 1896 insieme alla provincia del Chungcheong Settentrionale dalla divisione della precedente provincia di Chungcheong.
La capitale è Daejeon, che dal punto di vista amministrativo è una città metropolitana autonoma con il rango di provincia e non fa parte del territorio del Chungcheong Meridionale.

## Geografia antropica

### Suddivisioni amministrative
Il Chungcheong Meridionale è suddiviso in 8 città (si) e 7 contee (gun).

#### Città
| - Asan (아산시, 牙山市) - Boryeong (보령시, 保寧市) - Cheonan (천안시, 天安市) | - Gongju (공주시, 公州市) - Nonsan (논산시, 論山市) | - Seosan (서산시, 瑞山市) - Gyeryong (계룡시, 鷄龍市) - Dangjin (당진시, 唐津市) |

#### Contee
| - Contea di Buyeo (부여군, 扶餘郡) - Contea di Cheongyang (청양군, 青陽郡) | - Contea di Geumsan (금산군, 錦山郡) - Contea di Hongseong (홍성군, 洪城郡) - Contea di Seocheon (서천군, 舒川郡) | - Contea di Taean (태안군, 泰安郡) - Contea di Yesan (예산군, 禮山郡) |